# Poa (Poa)
Pour les articles homonymes, voir Poa.
Poa est une commune située dans le département de Poa, dont elle est le chef-lieu, de la province de Boulkiemdé dans la région du Centre-Ouest au Burkina Faso.

## Géographie
Poa est située à 25 km à l'est de Koudougou et 70 km à l'ouest de Ouagadougou. Elle se trouve à proximité de l'embranchement entre la route nationale 1 et la route nationale 14.

## Éducation et santé
La commune accueille un centre de santé et de promotion sociale (CSPS).

## Culture
Poa organise chaque année, la fête des poulets qui est une foire de la volaille organisée sur une semaine en fin décembre. La fête attire les citadins de Ouagadougou et Koudougou.

## Jumelage
La ville de Poa est jumelée avec Vandœuvre-lès-Nancy (France).